# Bom hàng không

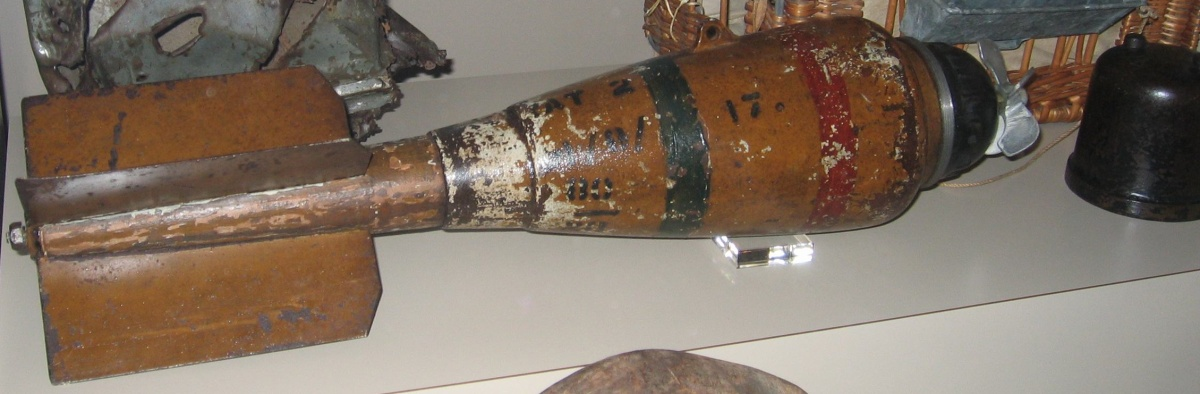
Một quả bom 20 pound Cooper của Anh được sử dụng trong thế chiến thứ

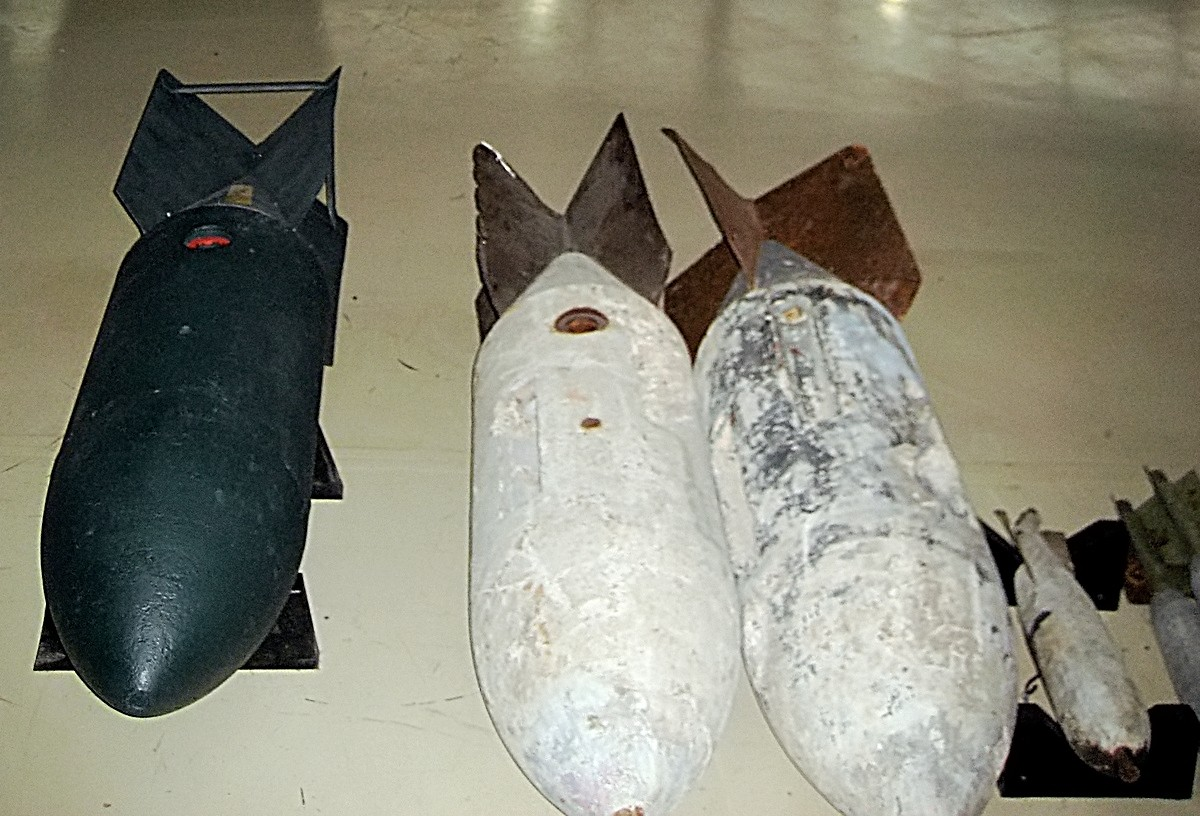
Bom thế chiến 2 của Đức: nổ sang trái, để lại bom thực hành bê tông (250 kg và 50 kg), Bộ sưu tập máy bay lực lượng vũ trang Na Uy (2007)

Bom hàng không là một loại vũ khí nổ hoặc gây cháy được thiết kế để thả từ trên không, thường là từ máy bay, và di chuyển theo quỹ đạo có thể dự đoán được trước khi va chạm và phát nổ. Hành động sử dụng bom này được gọi là ném bom trên không.
Bom hàng không có nhiều kiểu thiết kế đa dạng, từ bom trọng lực không dẫn đường (như bom rơi tự do), đến các loại bom có điều khiển (như bom thông minh, bom dẫn đường bằng laser hoặc GPS). Một số loại có thể được thả thủ công từ phương tiện, trong khi những loại khác đòi hỏi hệ thống phóng chuyên dụng hoặc máy bay mang tải trọng lớn, thậm chí bản thân phương tiện mang cũng có thể trở thành một phần của vũ khí, như trong trường hợp bom lướt hoặc máy bay cảm tử.
Cũng như các loại vũ khí nổ khác, mục đích chính của bom hàng không là gây sát thương nhân lực, phá hủy công trình, phương tiện và gây tác động tâm lý, bằng cách tạo ra sóng xung kích và mảnh văng từ vụ nổ.

## Thời kỳ hình thành
Những quả bom hàng không đầu tiên được sử dụng vào năm 1849, khi người Áo phóng các khinh khí cầu không người lái, mang theo một quả bom duy nhất, nhằm tấn công thành phố Venice. Đây được xem là hình thức sơ khai của ném bom trên không.
Đến năm 1911, trong Chiến tranh Ý–Thổ Nhĩ Kỳ, sĩ quan không quân Giulio Gavotti của Ý đã ném thiết bị giống lựu đạn từ máy bay xuống các vị trí của quân Ottoman, đánh dấu lần đầu tiên bom được thả từ một máy bay nặng hơn không khí.

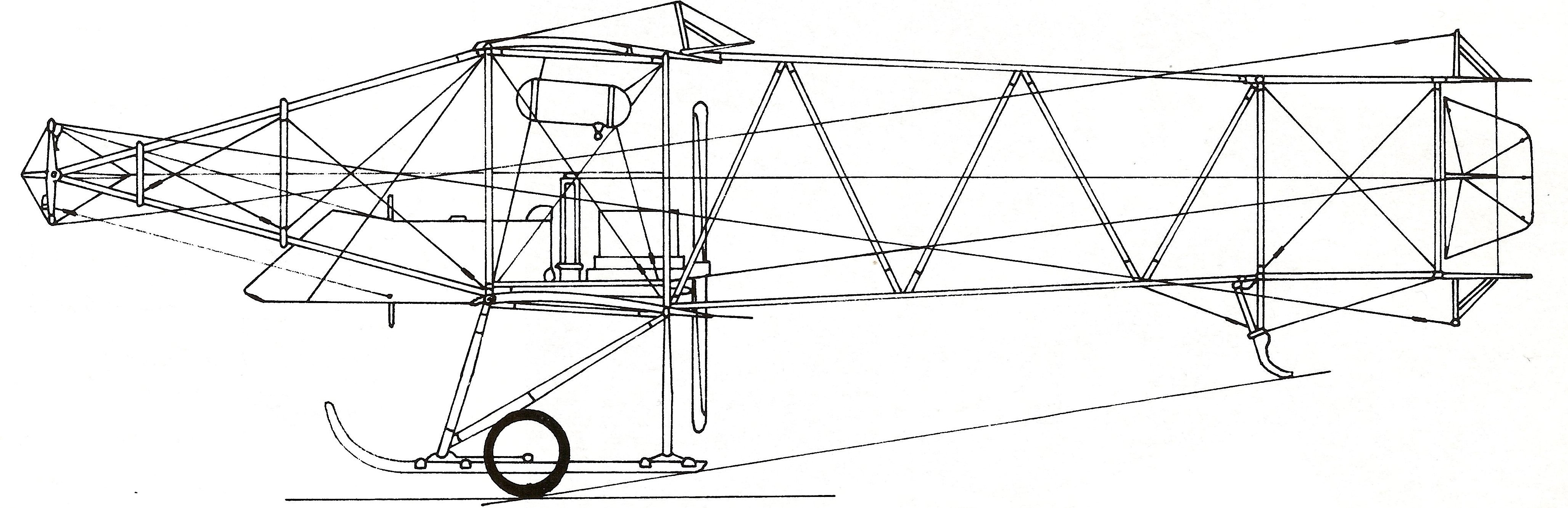
Albatros F-2, chiếc máy bay đầu tiên được sử dụng làm máy bay ném bom

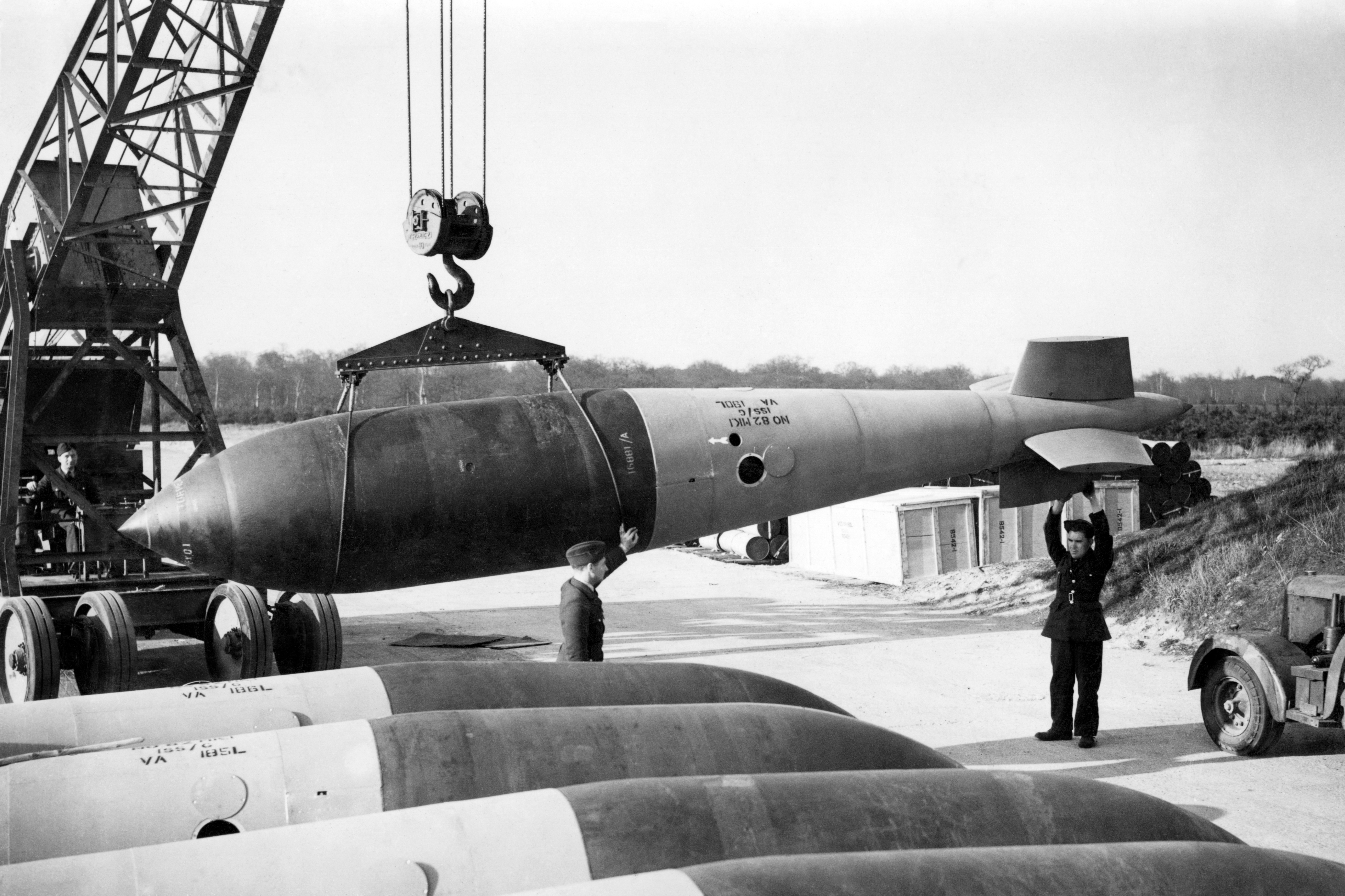
Một quả bom Grand Slam của Không quân Hoàng gia Anh, đầu năm 1945

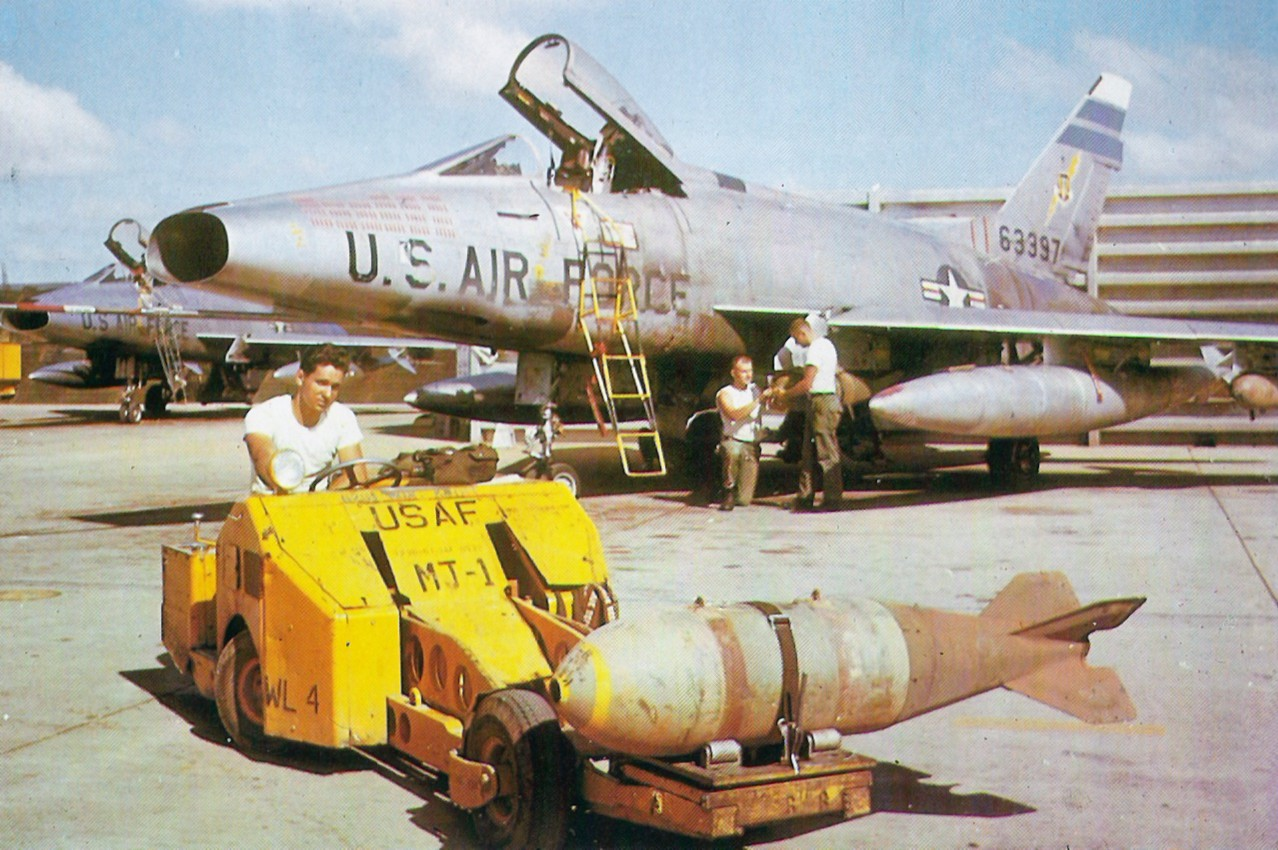
Một chiếc F-100 Super Sabre thuộc Phi đoàn Tiêm kích chiến thuật 308 (308th TFS) đang được chất đầy bom Mk 117 750 lb (340kg), Căn cứ không quân Tuy Hòa, miền Nam Việt Nam (1966)

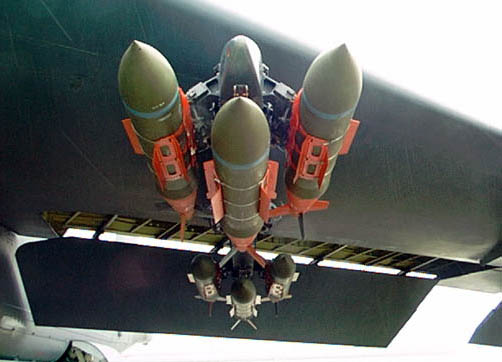
Những quả bom GBU-31 JDAM hiện đại

Năm 1912, trong cuộc Chiến tranh Balkan lần thứ nhất, phi công Bulgaria, Christo Toprakchiev đã đề nghị sử dụng máy bay để thả "bom" (gọi là lựu đạn trong quân đội Bulgaria vào thời điểm này) trên các vị trí Thổ Nhĩ Kỳ. Ý tưởng này được Thuyền trưởng Simeon Petrov phát triển bằng cách cải tiến các loại lựu đạn quân dụng để tăng tải trọng.
Ngày 16 tháng 10 năm 1912, trong một chiến dịch bao vây thành phố Edirne, người quan sát Prodan Tarakchiev đã thả hai quả bom xuống ga đường sắt Karağaç của Thổ Nhĩ Kỳ từ chiếc Albatros F.2 do phi công Radul Milkov điều khiển – được xem là lần đầu tiên bom được thả từ máy bay trong một chiến dịch thực chiến.

## Mô tả kỹ thuật
Bom hàng không là loại vũ khí được thiết kế để rơi tự do hoặc có điều hướng từ máy bay, UAV, hoặc phương tiện phóng khác xuống mục tiêu. Chúng có thể được phân loại theo cơ chế kích nổ, cách dẫn hướng, loại chất nổ, hoặc mục đích sử dụng.
Về cơ chế kích nổ, các quả bom trên không thường sử dụng một trong hai hệ thống chính:
- Ngòi nổ tiếp xúc (contact fuze): Kích hoạt khi bom va chạm trực tiếp với mục tiêu hoặc mặt đất, gây nổ ngay lập tức.
- Ngòi nổ chậm (delay fuze): Có cơ chế kích hoạt trì hoãn sau khi va chạm, cho phép bom xuyên qua cấu trúc trước khi phát nổ, tối đa hóa sát thương. Loại này thường được dùng trong các bom xuyên bê tông, bom xuyên hầm ngầm.

Ngoài ra, một số loại bom hiện đại còn có:
- Ngòi nổ cận đích (proximity fuze): Kích hoạt khi bom đến gần mục tiêu, nhờ cảm biến hồng ngoại, radar hoặc laser. Loại này thường dùng trong bom chống tăng hoặc chống bộ binh.
- Ngòi nổ hẹn giờ (time fuze): Cài đặt sẵn để nổ sau một khoảng thời gian nhất định kể từ khi thả bom. Ứng dụng trong các chiến dịch làm gián đoạn hậu cần hoặc gây áp lực tâm lý.

Về cấu tạo, bom hàng không thường bao gồm các phần chính:
- Thân bom (bomb casing): Làm bằng thép cường lực, chứa chất nổ chính (TNT, RDX, HMX...).
- Cơ cấu ổn định (tail fins): Giúp bom giữ thăng bằng khi rơi, tăng độ chính xác.
- Cơ chế kích nổ (fuze assembly): Được đặt ở đầu hoặc đuôi, tùy loại bom và nhiệm vụ.

Đối với bom dẫn đường, ngoài các thành phần trên, còn có:
- Bộ điều hướng (guidance kit): Sử dụng công nghệ như GPS, laser, quán tính hoặc hồng ngoại để dẫn đường chính xác.
- Bộ điều khiển cánh lái (control fins): Điều chỉnh quỹ đạo bom khi đang bay, thường thấy ở các loại như JDAM, Paveway, hoặc Spice.

Khối lượng bom hàng không rất đa dạng, từ loại nhỏ dưới 100 kg dùng trong nhiệm vụ giới hạn, đến bom cỡ lớn trên 900 kg như Mk 84 (2000 lb), hoặc bom phá hầm chuyên dụng như GBU-28.
Một số quả bom có thể được trang bị chất cháy (napalm, thermite), chất hóa học, chất độc thần kinh, hoặc nhiệt áp (fuel-air explosive) để tăng khả năng gây sát thương hoặc phá hủy diện rộng.

## Độ tin cậy
Không phải tất cả bom hàng không đều phát nổ như dự kiến; tỷ lệ bom không nổ (dud bombs) là một vấn đề phổ biến trong lịch sử chiến tranh. Trong Chiến tranh thế giới thứ hai, ước tính có khoảng 10% số bom do Đức Quốc xã thả xuống đã không phát nổ, trong khi bom của phe Đồng minh có tỷ lệ thất bại lên tới 15–20%. Tỷ lệ này đặc biệt cao trong các trường hợp: Bom rơi xuống đất mềm, khiến lực va chạm không đủ để kích hoạt ngòi nổ hoặc Bom sử dụng cơ chế kích nổ kiểu súng (gun-type fuze) thay vì các loại ngòi hiện đại hơn.
Đặc biệt là ở Đức, nhiều quả bom nặng hàng trăm kilogram được tìm thấy trong quá trình xây dựng, khảo cổ hoặc nông nghiệp. Trong một số trường hợp, việc vô hiệu hóa bom đòi hỏi phải sơ tán hàng ngàn người dân, đặc biệt nếu bom nằm gần khu dân cư đông đúc.
Một số quả bom có ngòi nổ hẹn giờ bị trục trặc, có thể phát nổ bất ngờ sau hàng thập kỷ, gây ra thương vong hoặc thiệt hại nghiêm trọng. Do đó, các biện pháp an toàn nghiêm ngặt vẫn luôn cần thiết trong việc xử lý UXO, kể cả nhiều thập niên sau chiến tranh.